# Erich Krause
«Erich Krause» — российский бренд канцелярских товаров, производимых в основном в Юго-Восточной Азии и распространяемых преимущественно в России. 

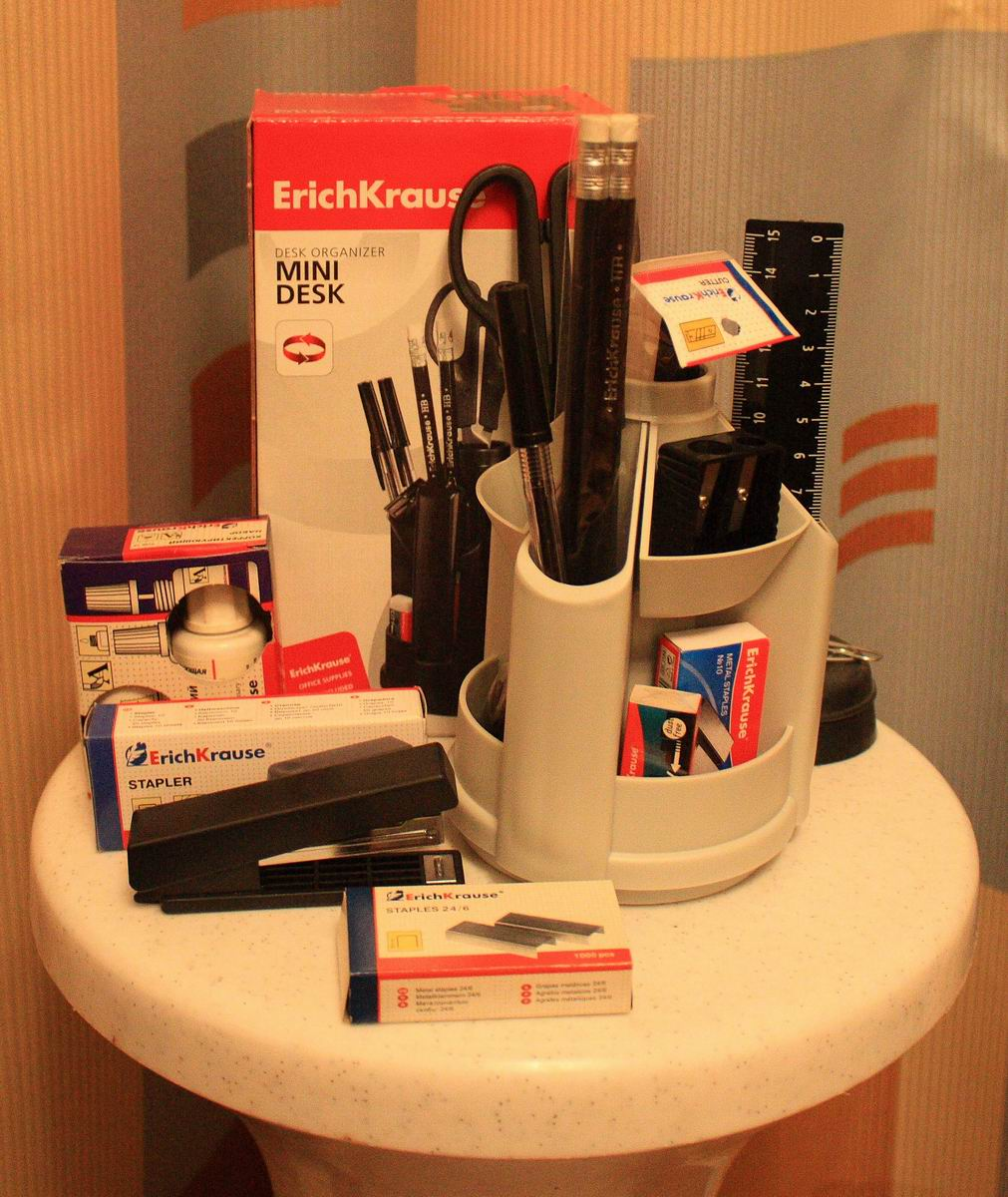
Канцелярские товары «Erich Krause»

Принадлежит российской компании «Офис премьер», созданной в 1994 году в Москве Дмитрием Белоглазовым. Бренд разработан рекламным агентством «Мегапро», идея использования немецких имён в наименовании связана с потребительским мнением об особой надёжности канцтоваров из Германии. При этом у компании есть немецкий филиал, но его годовой оборот за 2013 год составлял всего 50 тысяч евро.
По результатам опроса 2007 года, более половины из 55 опрошенных компаний, работающих в сфере распространения канцтоваров, считают этот бренд лидером по узнаваемости среди российских потребителей. По состоянию на вторую половину 2000-х годов торговая марка являлась крупнейшим рекламодателем в сегменте интеллектуальных шоу российского телевидения, а лицом марки стал ведущий телепередачи «Своя игра» Пётр Кулешов.
Является одним из так называемых псевдонемецких брендов в России.